# Уолин, Джастин
Джа́стин Га́рретт Уо́лин (англ. Justin Garrett Whalin; род. 6 сентября 1974) — американский актёр кино и телевидения, номинант на премии Сатурн и Эмми. Наибольшую известность получил за роль Джимми Олсена в телесериале «Лоис и Кларк: Новые приключения Супермена».

## Биография
Джастин Уолин родился 6 сентября 1974 года в Сансете, Сан-Франциско, штат Калифорния. Его мать была школьным учителем, отец занимался оценкой недвижимости. Когда Уолину было семь лет, его родители развелись. Джастин Уолин посещал среднюю школу Лоуэлл в Сан-Франциско и актёрские курсы в American Conservatory Theater. В возрасте 15 лет он переезжает в Лос-Анджелес, где получает среднее образование по специальной программе Калифорнийского университета в Беркли, штат Калифорния.
Свою актёрскую карьеру Уолин начал в 1988 году с эпизодической роли в фильме режиссёра Бадди ван Хорна «Бассейн мёртвых», с Клинтом Иствудом в главной роли. Позже актёр снялся в таких картинах, как «Детские игры 3», «Мамочка — убийца-маньячка» и «Подземелье драконов». В 1996 году Джастин пробовался на роль Билли Лумиса в фильм «Крик». С 1994 по 1997 год актёр исполнял роль Джимми Олсена в телесериале «Лоис и Кларк: Новые приключения Супермена».

## Фильмография
- Бассейн мёртвых (1988) — Джейсон
- Господин Бельведер (1989) — эпизод
- Чудесные годы (1989—1990) — 2 эпизода
- Прекрасная гармония (1991) — Тейлор Бредшоу
- Детские игры 3 (1991) — Энди
- Цветок (1992) — Джимми
- Мамочка — убийца-маньячка (1994) — Скотти Барнхилл
- Лоис и Кларк: Новые приключения Супермена (1994—1997) — Джимми Олсен
- Подземелье драконов (2000) — Ридли Фриборн
- Красавица и чудовище (2003) — Эрик
- Переполох в общаге 2: Семестр на море (2006) — Фузбал

## Награды и номинации
| Год  | Награда          | Категория                          | Работа                                    | Результат |
| ---- | ---------------- | ---------------------------------- | ----------------------------------------- | --------- |
| 1992 | Молодой актёр    | Лучший молодой актёр второго плана | Цветок                                    | Номинация |
| 1992 | Молодой актёр    | Лучший молодой актёр               | Прекрасная гармония                       | Номинация |
| 1992 | Сатурн           | Лучший молодой актёр               | Детские игры 3                            | Номинация |
| 1994 | Эмми             | Выдающийся исполнитель             | Другие матери                             | Победа    |
| 1996 | NCLR Bravo Award | Лучший актёр телесериала           | Лоис и Кларк: Новые приключения Супермена | Номинация |